# Gare de La Roche-Maurice
Gare de La Roche-Maurice vasútállomás Franciaországban, La Roche-Maurice településen.

## Vasútvonalak
Az állomást az alábbi vasútvonalak érintik:
- Párizs–Brest-vasútvonal

## Kapcsolódó állomások
A vasútállomáshoz az alábbi állomások vannak a legközelebb:
- Gare de Landivisiau (Paris Gare Montparnasse, Párizs–Brest-vasútvonal)
- Gare de Landerneau (Gare de Brest, Párizs–Brest-vasútvonal)